# 紫関修
紫関 修（しせき おさむ、1961年7月29日 - ）は、日本の実業家。ゴルフパートナー取締役副社長、フレッシュネス代表取締役社長を経て、ファーストキッチン代表取締役社長兼ウェンディーズ日本法人代表取締役社長。

## 人物・経歴
千葉県千葉市生まれ。1985年青山学院大学法学部私法学科卒業、東急ホテルチェーン入社。1994年ボストン大学大学院修了、経営学修士 (MBA)、さくら総合研究所入社。1997年日本マクドナルド。2005年ゴルフパートナー取締役副社長。2010年ゼビオ執行役員。2011年ヴィクトリア取締役。2012年ユニマットホールディング執行役員、フレッシュネス代表取締役副社長。2013年フレッシュネス代表取締役社長。2016年ファーストキッチン代表取締役社長兼ウェンディーズ・ジャパン代表取締役社長。